# Kastsioukovitchy
Kastsioukovitchy (en biélorusse : Касцюковічы, en alphabet łacinka : Kascjukovičy) ou Kostioukovitchi (en russe : Костюковичи) est une ville de la voblast de Moguilev, en Biélorussie, et le centre administratif du raïon de Kastsioukovitchy. Sa population s'élevait à 15 855 habitants en 2017.

## Géographie
Kastsioukovitchy est arrosée par la rivière Jadounke, dans le bassin du Dniepr, et se trouve à 129 km au sud-est de Moguilev et à 303 km à l'est de Minsk.

## Histoire
La première mention écrite du village de Kastsioukova remonte à l'année 1508 ; il fait alors partie de la voïvodie de Mścisław, au grand-duché de Lituanie. Il compte 35 feux en 1730. La première partition de la Pologne fait passer le village sous la souveraineté de l'Empire russe, en 1772. Comptant 89 feux en 1784, il fait partie du gouvernement de Moguilev. Sa population s'élève à 1 869 habitants en 1897. Le 1er janvier 1919, à la suite d'une décision du Parti communiste (bolchevik) de Russie, Kastsioukovitchy intègre la République socialiste soviétique de Biélorussie, mais cette décision est annulée par Moscou le 16 janvier et le village rejoint la République socialiste fédérative soviétique de Russie ainsi que d'autres territoires ethniquement biélorusses. En 1924, cependant, il retourne à la RSS de Biélorussie et devient le centre administratif d'un raïon de l'okroug de Kalinine. En juillet 1927, à la suite de la suppression de l'okroug de Kalinine, Kastsioukovitchy est rattachée à l'okroug de Moguilev, qui devient la voblast de Moguilev le 15 janvier 1938. Le 27 septembre 1938, Kastsioukovitchy accède au statut de ville.
Pendant la Seconde Guerre mondiale, elle est occupée par l'Allemagne nazie du 14 août 1941 au 28 septembre 1943 et est gravement endommagée. Avant-guerre, 1 181 Juifs vivent dans la ville. Dès l'arrivée des troupes allemandes, ils sont enfermés dans un ghetto et contraints aux travaux forcés dans une carrière de sable. En novembre 1941, 350 sont assassinés au cours d'une exécution de masse. En septembre 1942, un massacre important est perpétré : les victimes sont exécutées par groupes de cinquante par une unité d'Einsatzgruppen et de collaborateurs locaux. En mars et avril 1943, d'autres exécutions sont perpétrées.
En 1986, la ville est sérieusement affectée par la catastrophe de Tchernobyl. Les nouveaux symboles de la ville sont approuvés le 3 janvier 2005.

Images d'archives
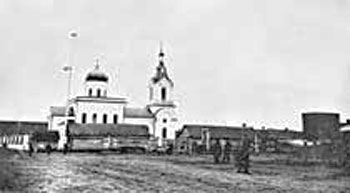
Marché et église
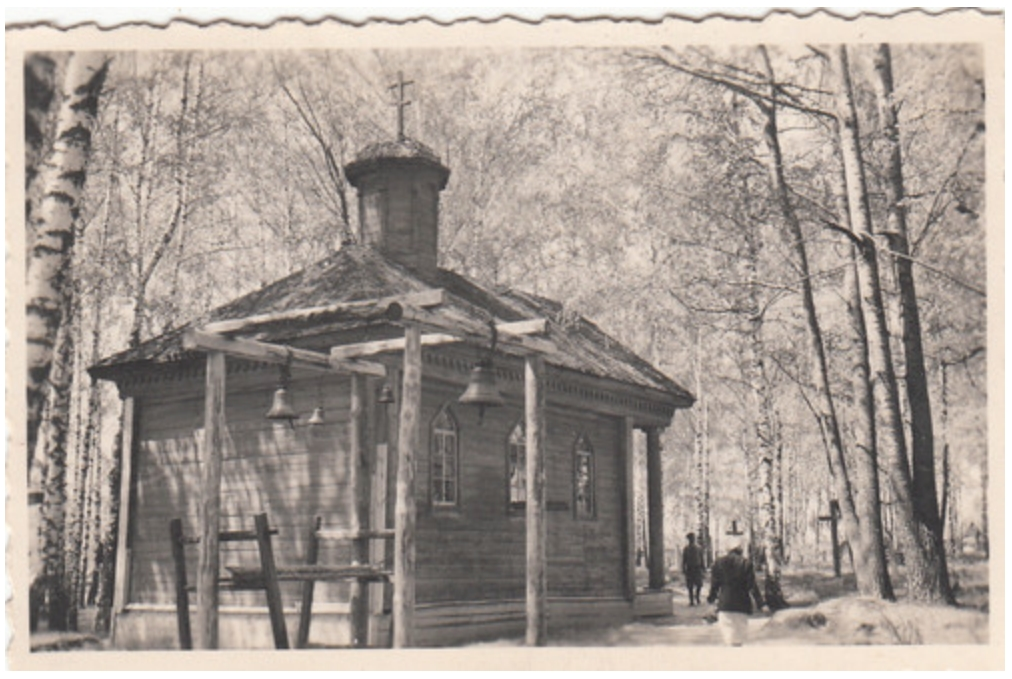
Église et cimetière
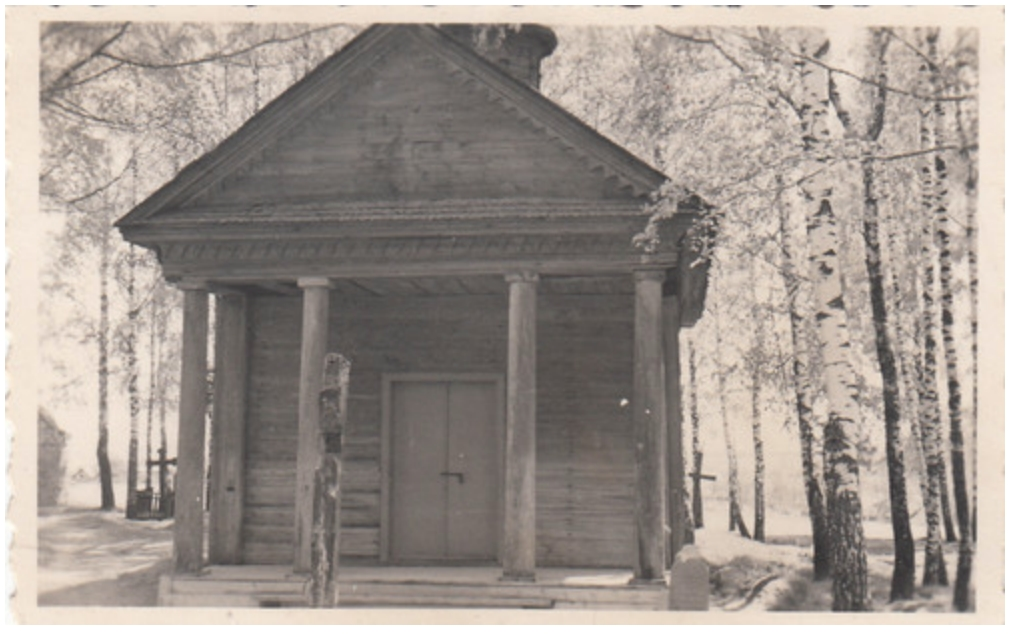
Église et cimetière

## Population
Recensements (*) ou estimations de la population :
| 1886 | 1897* | 1923* | 1926* | 1939* | 1959* |
| ---- | ----- | ----- | ----- | ----- | ----- |
| 620  | 1 869 | 3 206 | 3 238 | 6 100 | 8 120 |

| 1970* | 1979* | 1989*  | 1999*  | 2009*  | 2011   |
| ----- | ----- | ------ | ------ | ------ | ------ |
| 6 998 | 9 214 | 13 235 | 17 200 | 15 993 | 15 846 |

| 2012   | 2013   | 2014   | 2015   | 2016   | 2017   |
| ------ | ------ | ------ | ------ | ------ | ------ |
| 15 875 | 15 879 | 15 872 | 15 887 | 15 850 | 15 855 |

## Économie
La ville compte plusieurs usines dans l'industrie agroalimentaire (alcool, produits laitiers) et une cimenterie.

## Culture
Kastsioukovitchy possède un musée de l'histoire de la région, fondé en 1973 et consacré à l'histoire et la nature.